# 소노다 히로유키

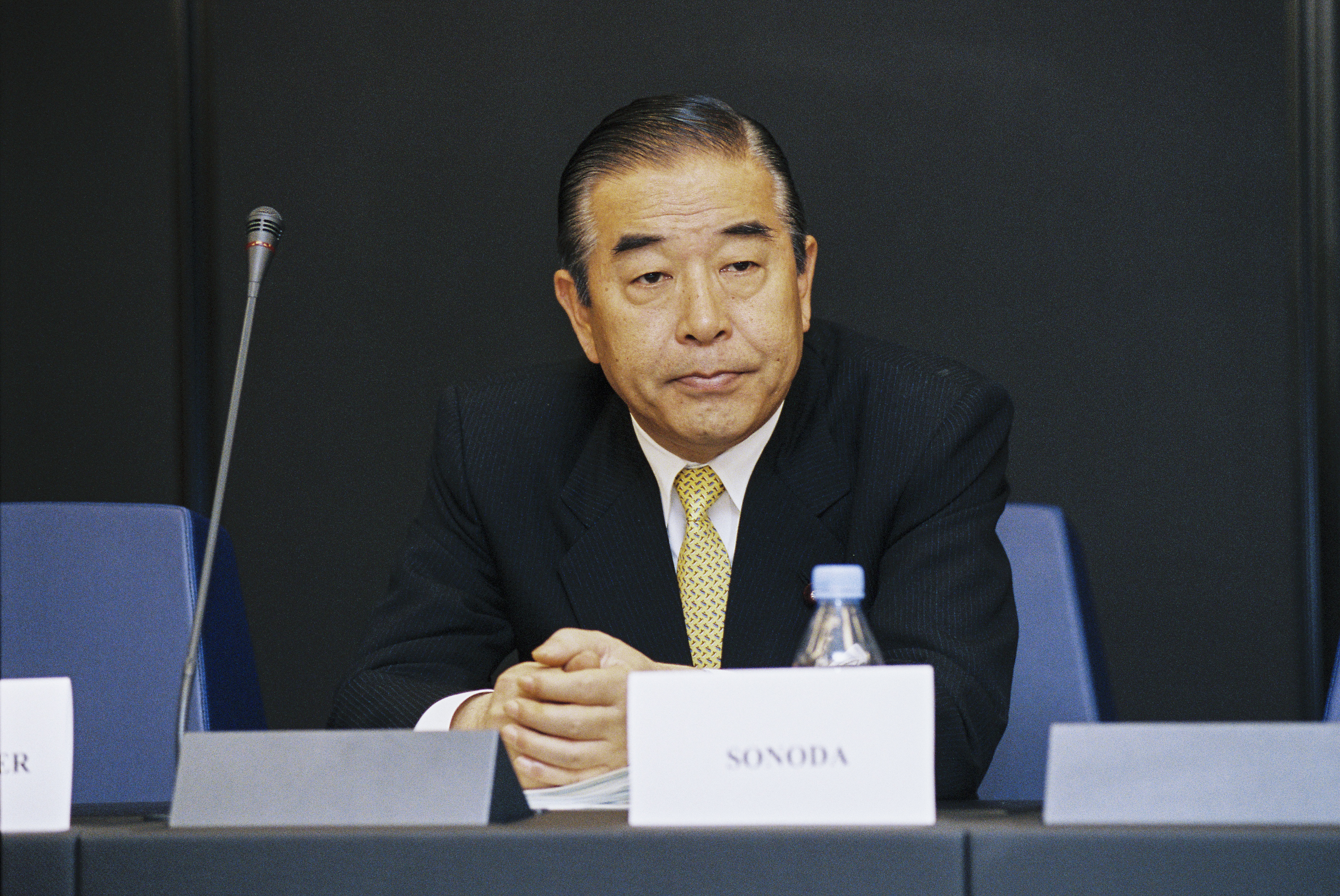

소노다 히로유키(일본어: 園田 博之, 1942년 2월 19일 ~ 2018년 11월 11일)는 일본의 정치인으로, 중의원 의원 및 일어나라 일본 (たちあがれ日本) 당의 간사장을 맡고 있다.
구마모토현의 아마쿠사군에서 태어나, 니혼 대학 경제학부를 졸업하고, 니치로 어업 주식회사 (日魯漁業株式会社, 지금의 주식회사 니치로 (ニチロ) 에 들어갔다. 1986년 중의원 의원 선거에 무소속으로 출마해 첫 당선되었고, 이후 연속으로 일곱 번 당선되었다.
1993년 자민당을 나와 신당 사키가케 (新党さきがけ)의 결성에 참여하였으며, 1994년 무라야마 내각이 출범하면서 내각관방 부장관 (内閣官房副長官) 이 되었다. 1998년 신당 사키가케가 해산된 후에는 무소속이 되었으며, 1999년 자민당에 다시 들어갔다. 이후 여러 파벌을 거쳐 다니가키 사다카즈 (谷垣禎一) 가 이끄는 파벌에 속하였다.
2007년 참의원 선거 후, 퇴진을 거부하고 내각을 이끌고자 한, 당시 총리 아베 신조를 격렬히 비판하고 퇴진을 주장했으며, 같은 해 조선민주주의인민공화국과의 국교 정상화 실현을 목표로 하는 의원 연맹, 자민당 한반도 문제 소위원회 (自由民主党朝鮮半島問題小委員会)를 구성해 부위원장이 되었다. 아소 다로 정권에서는 정조 회장 대리로서 경제 정책 면에서 존재감을 발휘하였고, 2009년 제45회 중의원 의원 총선거에 자유민주당 소속으로 출마해 당선되었다.
그 후 다니가키 사다카즈 총재 아래에서 간사장 대리를 맡았으나, 집행부와 마찰을 빚어 사임하였고, 2010년 4월 히라누마 다케오, 요사노 가오루를 주축으로 하는 새 정당 일어나라 일본의 당 간사장이 되었다.
아버지는 전 중의원 의원으로, 외무대신을 지낸 소노다 스나오이며, 조카 야마자키 사토시(山崎理, 1962년 ~)는 애니메이션 감독으로 일하고 있다.

## 같이 보기
- 한일의원연맹
- 요사노 가오루